# Censo bangladesí de 2011
En 2011, la Oficina de Estadísticas de Bangladés realizó un censo nacional en Bangladés, que proporcionó una estimación provisional de la población total del país en 142 319 000. El censo anterior fue el de 2001. Se registraron datos de todos los distritos, upazilas y ciudades principales de Bangladés, incluidos datos estadísticos sobre el tamaño de la población, los hogares, la distribución por sexo y edad, el estado civil, la población económicamente activa, la alfabetización y el nivel educativo, la religión, el número de hijos, etc.[cita requerida] Bangladés e India también realizaron su primer censo conjunto de áreas a lo largo de su frontera en 2011. Según el censo, los hindúes constituían el 8,5 por ciento de la población en 2011, frente al 9,6 por ciento en el censo de 2001.
Bangladés tenía una población de 144 043 697 según el informe del censo de 2011. La mayoría de los habitantes, unos 130 201 097, informaron que eran musulmanes, 12 301 331 como hindúes, 864 262 como budistas, 532 961 como cristianos y 201 661 como otros. 